# Sebacinsäure
Sebacinsäure (Decandisäure, 1,8-Octandicarbonsäure, HOOC(CH2)8COOH) gehört in der Chemie zur homologen Reihe der Dicarbonsäuren. Ihre Salze und Ester werden als Sebacate bezeichnet.
Sie liegt damit zwischen der Azelainsäure und der Undecandisäure. Die Diester mit 2-Ethylhexanol und 1-Butanol finden Anwendung als Weichmacher für Kunststoffe, etwa der Sebacinsäuredibutylester. Sebacinsäure und besonders leicht ihr Dichlorid reagieren mit Hexamethylendiamin (1,6-Diaminohexan) zu einem Polyamid, dem Nylon 6.10 (oder auch PA 6.10).

## Herstellung
Sebacinsäure wird vor allem durch alkalische Spaltung von Ricinolsäure mit Natriumhydroxid bzw. großtechnisch direkt aus Rizinusöl (enthält etwa 87 % Ricinolsäure) gewonnen. Diese Reaktion führt zu Natriumsebacat, das zu Sebacinsäure aufgearbeitet wird, und 2-Octanol als Nebenprodukt.
Ebenfalls von technischer Bedeutung ist die Synthese der Sebacinsäure über die Kolbe-Elektrolyse durch dimerisierende Decarboxylierung von Monomethyladipat zu Dimethylsebacat. Darüber hinaus kann Sebacinsäure über die Oxidation von Stearinsäure oder von 1,10-Decandiol sowie über Fermentationsprozesse hergestellt werden.

## Nutzung
Sebacinsäure wird als Ausgangsmaterial für verschiedene Produkte genutzt. Die bekannteste Anwendung ist die Nutzung zur Herstellung von Polyamiden, vor allem des Polyamid 6.10. Hier wird Hexamethylendiamin (HMD) mit der Sebacinsäure umgesetzt, um den Kunststoff zu erhalten. Der durch Polykondensation aus Sebacinsäure und Glycerin erhaltene Polyester wird als biologisch verträglicher Kunststoff für medizinische Produkte der Chirurgie und in der Forschung als Gerüst für 3D-Zellkulturen verwendet.
Die Ester der Sebacinsäure werden in der Kunststoffindustrie als Weichmacher eingesetzt, zudem dienen die Ester als Bestandteile von Schmierstoffen und als Streckmittel; aufgrund der niedrigen Toxizität werden sie gern in Verpackungsfolien eingesetzt.